# Filterkonvergenz
Die Filterkonvergenz ist ein Konvergenzbegriff in der Topologie, einem Teilgebiet der Mathematik. Sie wird über Mengenfilter formalisiert und ist neben der Konvergenz von Netzen eine Möglichkeit, die Konvergenz von Folgen in topologischen Räumen zu verallgemeinern.
Die Notwendigkeit, die Konvergenz von Folgen zu verallgemeinern, resultiert daraus, dass die Verwendung von Folgen in topologischen Räumen zur Charakterisierung von topologischen Eigenschaften nicht ausreicht. So lassen sich beispielsweise Funktionen konstruieren, welche der topologischen Charakterisierung von Stetigkeit (Urbilder offener Mengen sind wieder offen) nicht genügen, für die aber die klassische Charakterisierung in metrischen Räumen gilt (konvergiert die Folge {\displaystyle (x_{n})_{n\in \mathbb {N} }} gegen {\displaystyle x}, so konvergiert {\displaystyle f(x_{n})} gegen {\displaystyle f(x)}). Die Filterkonvergenz verallgemeinert die Folgenkonvergenz, so dass topologische Eigenschaften auch in topologischen Räumen über Konvergenz und die aus ihr abgeleiteten Begriffe charakterisiert werden können.

## Rahmenbedingungen und Probleme
Ist ein metrischer Raum {\displaystyle (X,d)} gegeben, so heißt eine Folge {\displaystyle (x_{n})_{n\in \mathbb {N} }} konvergent gegen {\displaystyle x\in X,} wenn gilt:
für jedes {\displaystyle \varepsilon >0} existiert ein {\displaystyle N\in \mathbb {N} }, so dass {\displaystyle d(x_{n},x)\leq \varepsilon } für alle {\displaystyle n\geq N}.
Dies formalisiert die intuitive Vorstellung, dass eine konvergente Folge beliebig nahe an ihren Grenzwert heranreicht: für jeden vorgegebenen Abstand {\displaystyle \varepsilon } sind irgendwann alle Folgenglieder näher am Grenzwert als dieser Abstand.
Jeder metrische Raum ist auch immer ein topologischer Raum {\displaystyle (X,{\mathcal {O}}_{d})}. Die offenen Mengen der Topologie {\displaystyle {\mathcal {O}}_{d}} sind dann genau die Vereinigungen von (beliebig vielen) offenen Kugeln {\displaystyle B_{r}(x)=\{y\in X\mid d(y,x)<r\}} mit variablem Radius {\displaystyle r}. Damit sind topologische Begriffe wie Abgeschlossenheit, Stetigkeit und Kompaktheit in metrischen Räumen wohldefiniert und lassen sich auf zweierlei äquivalente Arten beschreiben. Die erste wird in diesem Artikel die topologische Charakterisierung genannt, die andere die Charakterisierung durch Folgen. Betrachtet man als Beispiel die Abgeschlossenheit, so gilt:
- topologische Charakterisierung: {\displaystyle A} ist abgeschlossen {\displaystyle \iff } das Komplement von {\displaystyle A} liegt in {\displaystyle {\mathcal {O}}_{d}}.
- Charakterisierung durch Folgen: {\displaystyle A} ist abgeschlossen {\displaystyle \iff } Der Grenzwert jeder konvergenten Folge aus {\displaystyle A} liegt wieder in {\displaystyle A}.

Die Definition der Konvergenz von Folgen kann problemlos auf beliebige topologische Räume übertragen werden. Dazu wird der Abstand {\displaystyle \varepsilon } vom Grenzwert als {\displaystyle \varepsilon }-Umgebung des Grenzwertes aufgefasst und dann im Rahmen der Übertragung auf beliebige Umgebungen des Grenzwertes erweitert. Eine Folge {\displaystyle (x_{n})_{n\in \mathbb {N} }} in einem topologischen Raum heißt dann konvergent gegen {\displaystyle x}, wenn gilt:
für jede Umgebung {\displaystyle U} von {\displaystyle x} existiert ein {\displaystyle N\in \mathbb {N} }, so dass {\displaystyle x_{n}\in U} für alle {\displaystyle n\geq N}.
In topologischen Räumen stimmen die topologische Charakterisierung und die Charakterisierung durch Folgen von topologischen Eigenschaften im Allgemeinen nicht überein. So existieren Fälle von Punkten, die im Abschluss einer Menge liegen aber durch keine Folge in der Menge erreicht werden ebenso wie Berührungspunkte, gegen die keine Folge konvergiert. Aus diesem Grund unterscheidet man in topologischen Räumen die beiden Arten der Charakterisierung. Die Charakterisierung durch Folgen erhält dabei das Präfix "folgen- " (folgenabgeschlossen, folgenkompakt etc.), während die Namen der topologischen Charakterisierung meist unverändert bleiben (mit der Ausnahme der Überdeckungskompaktheit).
Damit sind Folgen einerseits für die Untersuchung von topologischen Strukturen nur bedingt geeignet, andererseits sind sie auch ein beliebtes und intuitiv zugängliches Hilfsmittel für viele Beweise. Die Filterkonvergenz verallgemeinert nun den Begriff der Folgekonvergenz, so dass die oben beschriebene Äquivalenz von Charakterisierung durch Folgen (und später Filtern) und topologischer Charakterisierung wie in metrischen Räumen auch in beliebigen topologischen Räumen gilt. Die Folgenkonvergenz erweist sich damit als Spezialfall der Filterkonvergenz.

## Definition
Gegeben sei ein topologischer Raum {\displaystyle (X,{\mathcal {O}})}. Sei {\displaystyle {\mathcal {F}}} ein Mengenfilter in {\displaystyle X} und sei {\displaystyle {\mathcal {U}}(x)} der Umgebungsfilter von {\displaystyle x\in X}, also die Menge aller Umgebungen von {\displaystyle x}
Der Filter {\displaystyle {\mathcal {F}}} heißt konvergent gegen {\displaystyle x}, wenn {\displaystyle {\mathcal {F}}\supset {\mathcal {U}}(x)} ist. Man schreibt dann {\displaystyle {\mathcal {F}}\rightarrow x} und nennt {\displaystyle x} einen Limespunkt von {\displaystyle {\mathcal {F}}}.
Gilt für alle {\displaystyle U\in {\mathcal {U}}(x)} und alle {\displaystyle F\in {\mathcal {F}}}, dass {\displaystyle F\cap U\neq \emptyset } ist, so heißt {\displaystyle x} ein Berührpunkt. Somit ist die Menge aller Berührpunkte {\displaystyle B} gegeben als
{\displaystyle B=\bigcap _{F\in {\mathcal {F}}}{\overline {F}}}.
Hierbei bezeichnet {\displaystyle {\overline {F}}} den Abschluss der Menge {\displaystyle F}.

## Beispiel: Übergang zur Folgenkonvergenz
Die Folgenkonvergenz ist ein Spezialfall der Filterkonvergenz. Ist eine Folge {\displaystyle (x_{n})_{n\in \mathbb {N} }} gegeben, so definiert man
{\displaystyle R_{N}:=(x_{n})_{n\geq N}},
die Folge ohne die ersten {\displaystyle N} Folgenglieder. Wählt man alle diese {\displaystyle R_{N}} als Filterbasis, so erhält man den zur Folge gehörenden Filter
{\displaystyle {\mathcal {F}}=\{F\subset X\mid {\text{Es gibt ein }}N\in \mathbb {N} ,{\text{ so dass }}R_{N}\subset F{\text{ ist }}\}}.
Die Konvergenz der Folge gegen {\displaystyle x} ist nun nach dem Abschnitt "Rahmenbedingungen und Probleme" äquivalent zu
für jede Umgebung {\displaystyle U} von {\displaystyle x} existiert ein {\displaystyle N\in \mathbb {N} }, so dass {\displaystyle R_{N}\subset U},
da {\displaystyle R_{N}} per Definition alle Folgenglieder mit Index größer als {\displaystyle N} enthält. Daraus folgt aber direkt, dass {\displaystyle U\in {\mathcal {F}}}, da {\displaystyle R_{N}\subset U} ist. Somit ist dann {\displaystyle {\mathcal {U}}(x)\subset {\mathcal {F}}}.
Konvergiert also eine Folge gegen {\displaystyle x}, so konvergiert auch der zur Folge gehörende Filter gegen {\displaystyle x}. Limespunkt des Filters und Grenzwert der Folge stimmen dann überein. Analog zeigt man, dass die Berührpunkte des Filters genau die Häufungspunkte der Folge sind.

## Folgerungen
Über die Filterkonvergenz lassen sich dann direkt folgende Aussagen zeigen:
- Ein {\displaystyle x} ist genau dann im Abschluss der Menge {\displaystyle A} enthalten, wenn ein Filter existiert, der die Menge {\displaystyle A} enthält und gegen {\displaystyle x} konvergiert.
- Eine Abbildung {\displaystyle f} ist genau dann stetig in {\displaystyle x}, wenn für jeden Filter {\displaystyle {\mathcal {F}}}, der gegen {\displaystyle x} konvergiert, der Bildfilter {\displaystyle f({\mathcal {F}})} gegen {\displaystyle f(x)} konvergiert. Der Bildfilter ist dabei als der Filter im Bildraum definiert, der die Filterbasis {\displaystyle \{f(F)\mid F\in {\mathcal {F}}\}} besitzt.

Die Aussagen der Folgenkonvergenz, wie sie in metrischen Räumen gelten, übertragen sich also beinahe wörtlich auf die Filterkonvergenz und gelten dann auch in topologischen Räumen.
Mit der Filterkonvergenz lassen sich noch weitere Eigenschaften charakterisieren: So ist ein topologischer Raum genau dann ein Hausdorff-Raum, wenn jeder konvergente Filter genau einen Limespunkt besitzt, oder ein topologischer Raum genau dann kompakt, wenn jeder Ultrafilter konvergiert.